# 糠塚重造
糠塚 重造（ぬかづか じゅうぞう）は、青森県出身の元卓球選手。現役時代は日本代表として世界卓球選手権に出場。全日本卓球選手権大会で優勝。

## 経歴
青森県立三本木高在学時の1977年度、全国高等学校卓球選手権では若澤幸弘と出場したダブルスで優勝。
1978年度、高校選手権でシングルス、学校対抗で優勝。
明治大学在学時の1980年度、全日本学生卓球選手権大会シングルスで優勝。
1981年度、学生選手権で 斎藤清と出場した男子ダブルスで初優勝。
1982年度、ニューデリー (インド) で開催された第9回アジア競技大会卓球競技団体で阿部博幸・小野誠治・斎藤・坂本憲一とともに銀メダル。学生選手権で斎藤と出場した男子ダブルスで2連覇。全日本選手権シングルス決勝で斎藤に2-3で敗れ準優勝。
川崎製鉄千葉在籍時の1983年度、全日本選手権シングルス決勝で斎藤に2-3で敗れ準優勝。
1984年度、全日本選手権シングルス決勝で斎藤に0-3で敗れ準優勝。
1985年度、全日本社会人卓球選手権では村上武と出場した男子ダブルスで優勝。
1986年度、ソウル (韓国) で開催されたアジア競技大会では斎藤と出場した男子ダブルスで銅メダル。団体では斎藤・渋谷浩・宮崎義仁とともに銅メダル。全日本選手権では村上と出場した男子ダブルス決勝で金島博之 / 山内篤組に0-2で敗れ準優勝。
1987年度、ニューデリーで開催された第39回世界卓球選手権では斎藤と出場した男子ダブルスでイリヤ・ルプレスク / ゾラン・プリモラッツ組 (ユーゴスラビア)に敗れ16強。全日本選手権シングルス決勝で桜井正喜を3-0で下し優勝。